# Comédia cringe
A comédia cringe é um gênero específico de comédia que deriva o humor da estranheza social. Frequentemente, uma comédia cringe terá um ar de falso documentário e gira em torno de um cenário sério, como um local de trabalho, para dar à comédia um senso de realidade.
Os protagonistas são tipicamente egoístas que ultrapassam os limites do politicamente correto e quebram as normas sociais. Então, a comédia atacará o protagonista, não permitindo que ele se dê conta de sua visão estúpida, ou tornando-o alheio ao emo que a comédia lhe trata. Às vezes, um protagonista desagradável pode não sofrer quaisquer consequências, o que viola as expectativas morais das pessoas e também faz o público rir.

## Teoria
O teórico do humor Noël Carroll explica o humor em relação à teoria da incongruência e aborrecimento:
Imagine os talheres preparados para um jantar formal. Suponha que o garfo da salada esteja no lugar errado. Se você é o tipo de pessoa que se incomoda com esses desvios da norma, não será capaz de achar isso divertido. Por outro lado, se você for mais tranquilo em relação a esses assuntos e também ciente da incongruência, isso pode provocar uma risada. Ou seja, você pode achar o erro divertido ou não. Mas se você achar isso genuinamente divertido, não vai achar chato.

## Exemplos
Exemplos notáveis de programas de televisão representativos do gênero de comédia cringe incluem:
- The Office[1][5][6]
- Curb Your Enthusiasm[5][6][7]
- Parks and Recreation[1]
- Da Ali G Show[5][6]
- Borat
- I'm Alan Partridge[8]
- The Larry Sanders Show[5]
- Arrested[carece de fontes?]
- Extras[7]
- The Comeback[5][6]
- People Just Do Nothing[6][9]
- Louie[5][7]
- Girls[5][7]
- The Mindy Project[1][10]
- The Inbetweeners[11]
- Peep Show[12]
- Nathan for You[5][7][13]
- The Last Man on Earth[7][14]
- Crazy Ex-Girlfriend[7][15]
- Fleabag[7][6]
- Impractical Jokers[16]
- Veep[17]
- Review[5]